# Cláudia Neto
Cláudia Teresa Pires Neto (* 18. April 1988 in Portimão) ist eine portugiesische Fußballnationalspielerin und ehemalige Kapitänin der Frauen-Nationalmannschaft, für die sie von 2006 bis 2021 spielte. Sie spielte von 2018 bis 2020 in der Frauen-Bundesliga für den VfL Wolfsburg, mit dem sie 2018, 2019 und 2020 das deutsche Double gewann. Ab der Saison 2020/21 spielte sie in der Serie A für den AC Florenz. Der Vertrag endete 2022.

## Karriere

### Verein

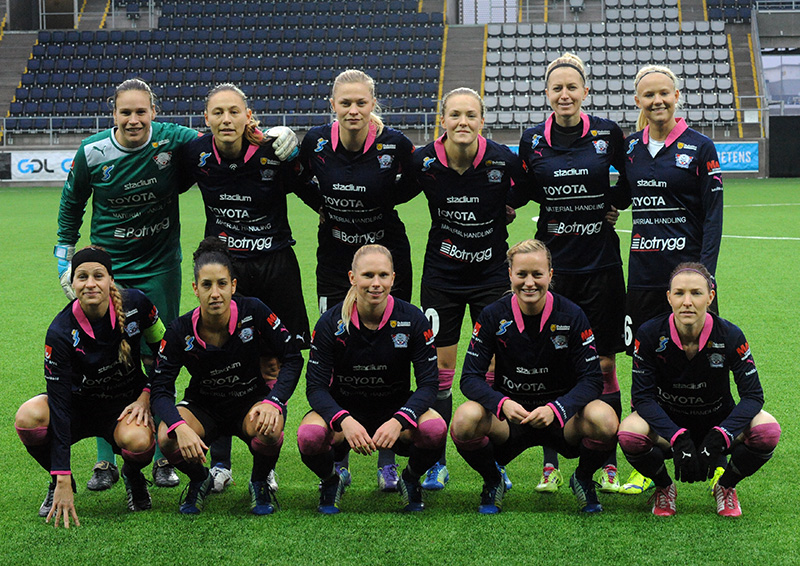
Neto (vorne, 2. von links) mit der Mannschaft von Linköpings FC am 8. November 2014 vor dem Spiel gegen Swesda 2005 Perm

Neto spielte zunächst Futsal für UAC Lagos, spielte dann ab 2008 in der spanischen Liga für Prainsa Zaragoza und anschließend für Espanyol Barcelona. Seit August 2014 spielte sie in der schwedischen Damallsvenskan für Linköpings FC. Ihr erstes Spiel für die Schwedinnen war das Finale des Schwedischen Pokals, das Linköping mit 2:1 gegen Kristianstads DFF gewann. In der Saison 2014/15 nahm sie mit Linköping an der UEFA Women’s Champions League 2014/15 teil, für die die Mannschaft als Dritter der Meisterschaft 2013 anstelle des in finanzielle Schwierigkeiten geratenen Vizemeisters Tyresö FF teilnahm. Neto kam in sechs Spielen zum Einsatz und schied im Viertelfinale gegen den dänischen Meister Brøndby IF nach einer 0:1-Heimniederlage und einem 1:1 im Rückspiel aus. Den Pokal konnten sie in der Saison dann verteidigen und 2016 auch die Meisterschaft gewinnen. Im Pokal erreichten sie zwar wieder das Finale, unterlagen diesmal aber dem FC Rosengård mit 1:3 und auch im Super-Cup-Finale der Mannschaft aus Rosengård mit 1:2.
Im Januar 2018 wechselte sie zum VfL Wolfsburg, mit dem sie in der Folge zweimal das Double gewann. In der UEFA Women’s Champions League 2018/19 erreichte sie mit Wolfsburg das Viertelfinale, wo sie an Olympique Lyon scheiterten. In der UEFA Women’s Champions League 2019/20 erzielte sie im Sechzehntelfinale gegen KF Trepça Mitrovica ihren ersten drei CL-Tore. Sie kam auch noch in den beiden Achtelfinalspielen gegen FC Twente Enschede zum Einsatz. Da sie am 8. August zum AC Florenz wechselte, konnte sie nicht an der aufgrund der COVID-19-Pandemie in den September verschobenen Finalrunde der Champions League teilnehmen. Mit Florenz traf sie in der UEFA Women’s Champions League 2020/21 nach einem 2:2 daheim und einem 1:0-Sieg im Sechzehntelfinale auswärts gegen Slavia Prag im Achtelfinale auf Manchester City. Nach der 0:3-Niederlage in Manchester wurde sie im Rückspiel, das mit 0:5 verloren wurde nicht eingesetzt.

### Nationalmannschaft
Neto bestritt am 13. Mai 2004 mit 16 Jahren ihr erstes Spiel in der portugiesischen U-18-Mannschaft. Nach einem weiteren U-18-Spiel kam sie Ende September/Anfang Oktober 2004 in zwei Spielen der U-19-Mannschaft in der ersten Qualifikationsrunde für die U-19-Fußball-Europameisterschaft der Frauen 2005 zum Einsatz und qualifizierte sich mit ihrer Mannschaft für die Eliterunde, in der sie aber mit ihrer Mannschaft im Frühjahr 2005 ausschied, wobei sie beim 4:1 gegen Israel ihr erstes Länderspieltor erzielte. Ende September/Anfang Oktober 2005 nahm sie erneut mit der U-19-Mannschaft an der ersten Qualifikationsrunde für die U-19-Fußball-Europameisterschaft der Frauen 2006 teil und erreichte wieder die Eliterunde.
Am 9. März 2006 wurde sie beim Algarve-Cup-Spiel gegen Irland zu ihrem ersten A-Länderspiel eingewechselt. In der im April ausgetragenen Eliterunde scheiterte sie dann mit der U-19-Mannschaft an Titelverteidiger Russland, konnte sich aber Ende September/Anfang Oktober 2006 erneut mit der U-19-Mannschaft in der ersten Qualifikationsrunde für die U-19-Fußball-Europameisterschaft der Frauen 2007 für die Eliterunde qualifizieren. Im März 2007 wurde sie dann beim Algarve-Cup 2007 zu ihren nächsten beiden A-Länderspielen jeweils eingewechselt, schied aber dann in der Eliterunde im April mit der U-19-Mannschaft erneut aus. Am 6. Mai 2007 hatte sie dann in der Qualifikation für die EM 2009 beim 0:0 gegen Schottland ihren ersten Pflichtspieleinsatz in der A-Nationalmannschaft. Sie kam in sieben der acht Qualifikationsspiele zum Einsatz und stand am 27. Oktober 2007 beim 1:5 gegen Dänemark erstmals in der Startelf. Ihre Mannschaft konnte aber kein Spiel gewinnen und schloss die Qualifikation auf dem letzten Platz ab. In der Qualifikation für die WM 2011 konnten die Portugiesinnen zwar vier Spiele gewinnen, da aber die anderen vier Spiele verloren wurden, reichte es nur zum dritten Platz in der Qualifikationsgruppe. Beim 7:0 gegen Armenien erzielte sie dabei am 31. März 2010 ihr erstes A-Länderspieltor zum zwischenzeitlichen 3:0.
Als Stammspielerin der Nationalmannschaft nahm sie dann auch an den Qualifikationen zu den folgenden Europa- und Weltmeisterschaften teil, konnte sich aber erst 2016 mit ihrer Mannschaft für eine Endrunde qualifizieren. Dabei hatte sie als Mannschaftskapitänin entscheidenden Anteil an der erfolgreichen Qualifikation. So erzielte sie beim 6:1 im zweiten Qualifikationsspiel gegen Montenegro die ersten beiden Tore für Portugal. Nach zwei Niederlagen gegen den Nachbarn Spanien, einem 3:0-Sieg in Montenegro und einem torlosen Remis in Finnland lagen sie beim Rückspiel im heimischen Stadion gegen Finnland dann bereits nach 27 Minuten mit 0:2 hinten, aber Neto gelang zwei Minuten später zunächst der Anschlusstreffer, dann in der 45. Minute per Elfmeter der Ausgleich und in der 84. Minute erneut per Elfmeter noch der Siegtreffer. Damit hatten sie aber immer noch drei Punkte weniger als die Nordeuropäerinnen und benötigten am letzten Spieltag einen Sieg in Irland und waren zudem auf spanische Nachbarschaftshilfe gegen Finnland angewiesen, was die Spanierinnen mit einem 5:0-Sieg auch lieferten. In Irland war es dann wieder Neto, die in der 78. Minute das einzige Tor der Partie erzielte. Damit waren die Portugiesinnen und die Finninnen punktgleich und da die Portugiesinnen den direkten Vergleich gewonnen hatten, waren sie Gruppenzweite. Allerdings waren sie die schlechtesten Gruppenzweiten und mussten daher in zwei Playoffspielen gegen den zweitschlechtesten Gruppenzweiten Rumänien antreten, wobei sie zuerst Heimrecht hatten. Nach einem 0:0 im Heimspiel stand es auch im Rückspiel nach 90 Minuten 0:0, so dass das Spiel verlängert wurde. Dann gelang Andreia Norton, die in der 78. Minute zu ihrem ersten A-Länderspiel eingewechselt worden war, in der Nachspielzeit der ersten Hälfte der Verlängerung mit ihrem ersten A-Länderspieltor das 1:0 für Portugal. Zwar konnten die Rumäninnen in der 111. Minute noch ausgleichen, aufgrund der Auswärtstorregel war Portugal aber erstmals für die EM-Endrunde qualifiziert.
Am 1. März 2017 machte sie beim Algarve-Cup 2017 gegen Russland als vierte Portugiesin ihr 100. Länderspiel. Sie gehörte auch zum portugiesischen Kader für die EM 2017 und kam als Kapitänin in den drei Gruppenspielen, nach denen Portugal ausschied, zum Einsatz.
In der Qualifikation für die WM 2019 hatte sie fünf Einsätze, scheiterte mit ihrer Mannschaft aber an Italien und Belgien, das sich aber auch nicht qualifizieren konnte. In der ebenfalls erfolglos verlaufenen Qualifikation zur EM 2022 hatte sie neun Einsätze und erzielte zwei Tore. Das Playoff-Rückspiel gegen Russland am 13. April 2021 ist ihr bisher letztes Länderspiel.
Am 3. September 2021 gab sie  nach 136 Länderspielen – zu dem Zeitpunkt die zweitmeisten für die Portugiesinnen – ihren Abschied aus der Nationalmannschaft bekannt.

## Erfolge
- Schwedische Meisterin: 2016
- Schwedischer Pokal: 2014, 2015
- Deutsche Meisterin: 2018, 2019, 2020
- Deutsche Pokalsiegerin: 2018, 2019, 2020
- Qualifikation für die Fußball-Europameisterschaft der Frauen 2017